# Vanoverberghia
Vanoverberghia, biljni rod iz porodice đumbirovki smješten u tribus Alpinieae, dio potporodice Alpinioideae. Rodu pripada tri vrste, dvije sa Filipina i jedna sa Tajvana
Vanoverberghia vanoverberghii (Merr.) Funak. & Docot,se navodi kao sinonim za Alpinia vanoverberghii Merr.

## Vrste
1. Vanoverberghia rubrobracteata Docot & Ambida
2. Vanoverberghia sasakiana Funak. & H.Ohashi
3. Vanoverberghia sepulchrei Merr.